# Операции НАТО

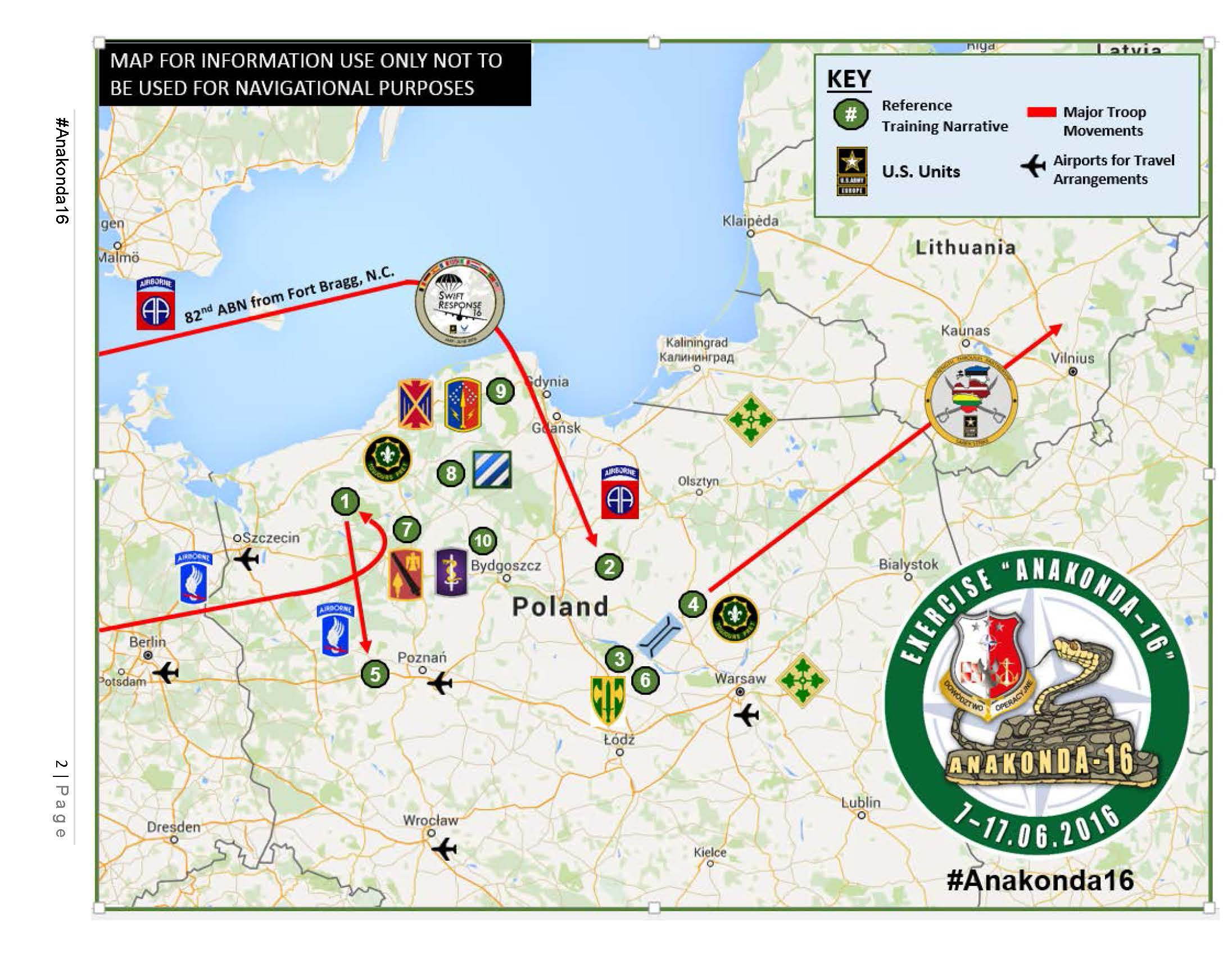
План операции Организации Североатлантического договора «Анаконда 2016».

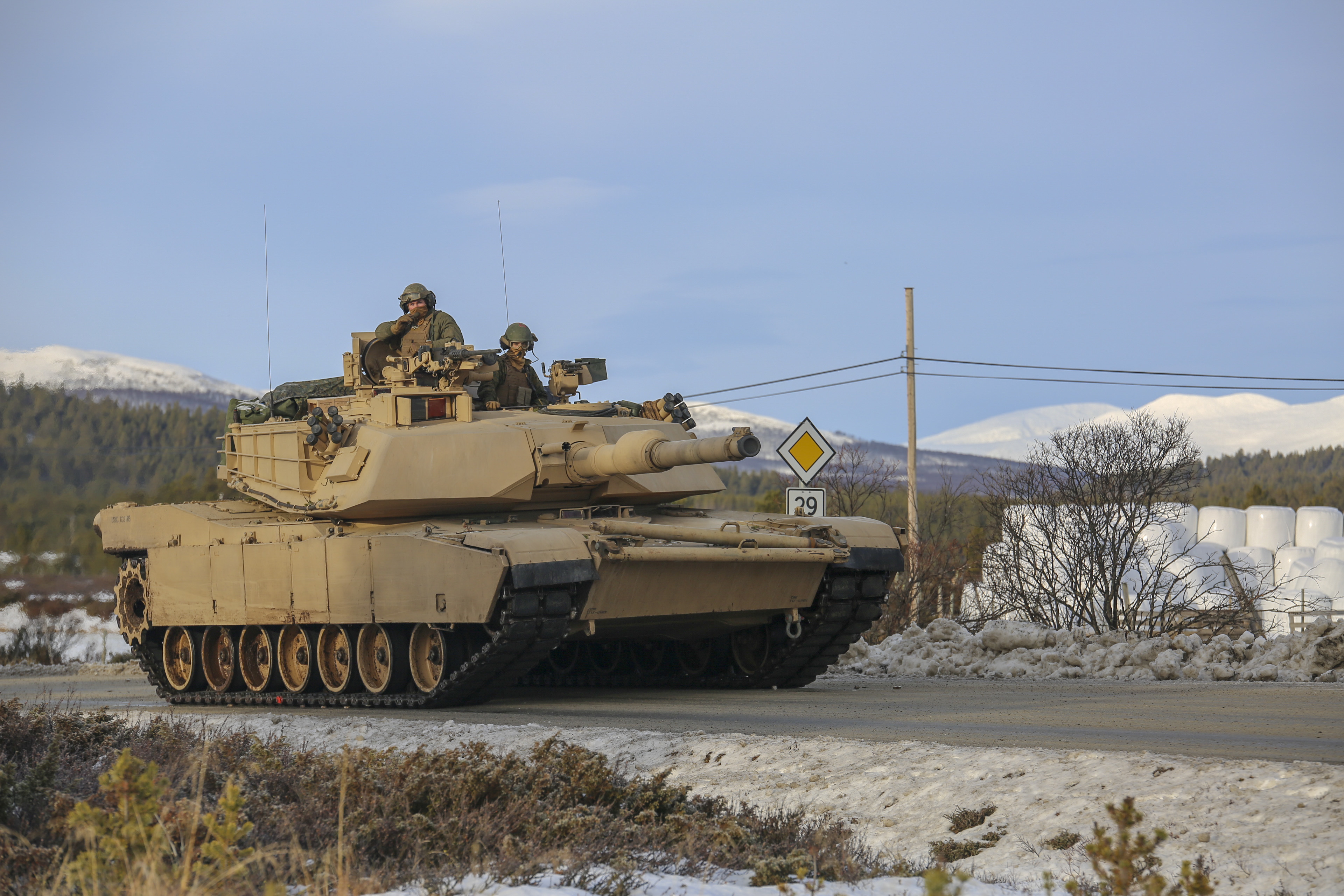
Переброска американской бронетехники к польским границам Европейского Союза (2023)

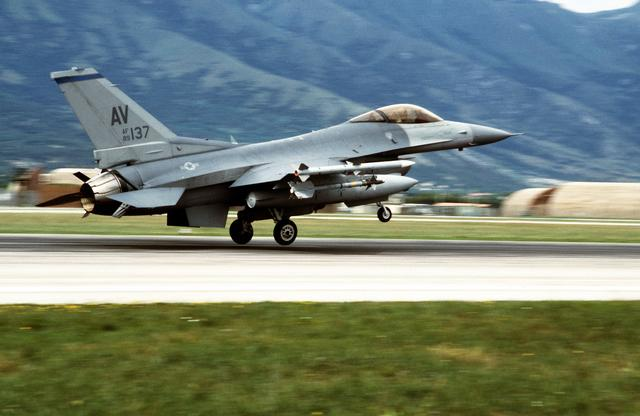
Самолёт ВВС США F-16 совершает посадку на итальянской авиабазе Авиано, вернувшись после ночной бомбардировки Югославии (весна 1999)

Военные операции стран НАТО — совокупность форм ведения военных действий оперативными (оперативно-стратегическими) объединениями вооружённых сил стран-членов НАТО, проводимые в соответствии с единым замыслом и планом решения задач на театре военных действий, стратегическом или операционном направлении в установленный период времени.

## История

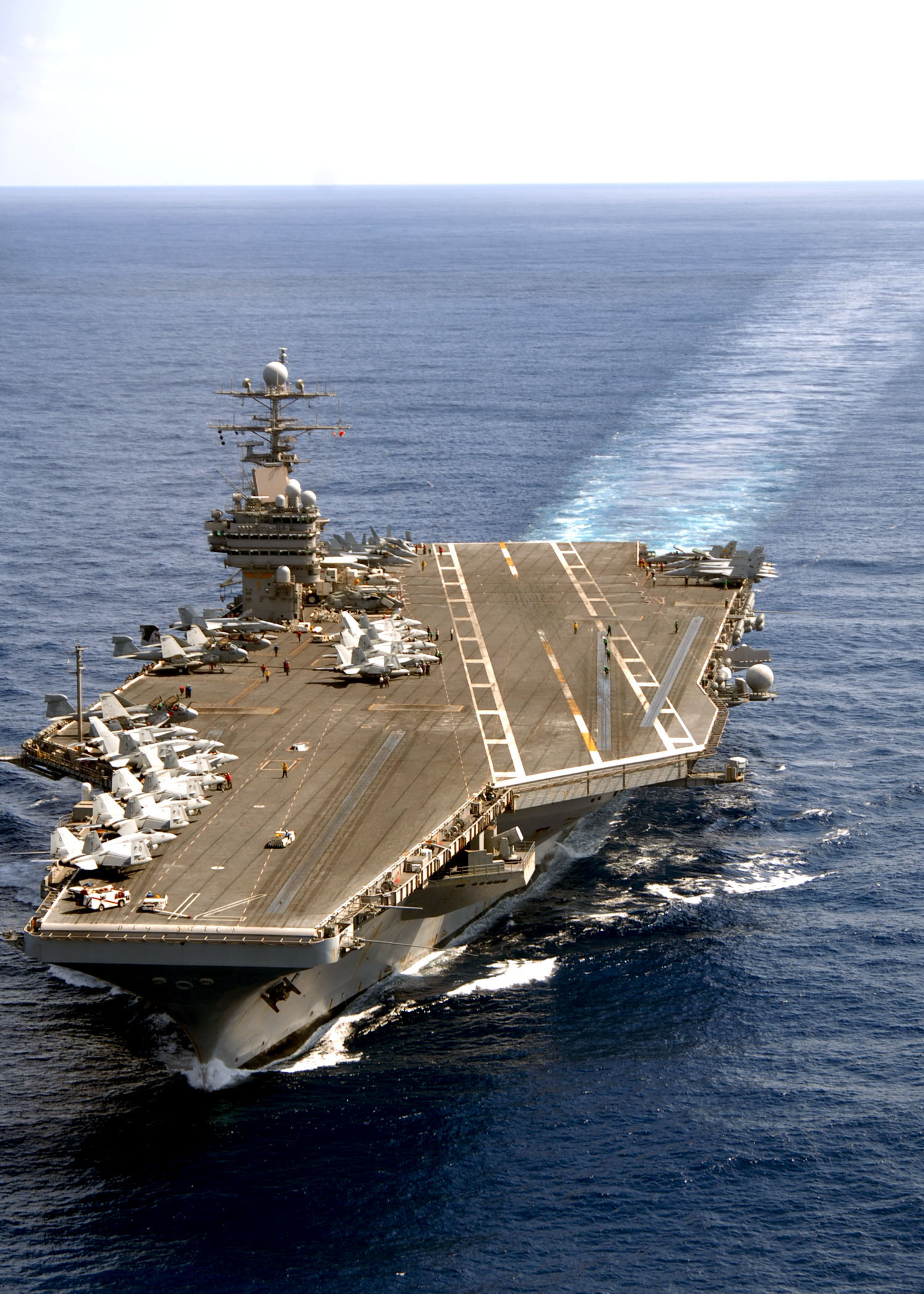
Авианосец Theodore Roosevelt (CVN-71) принимает участие в операции «Морская охрана»

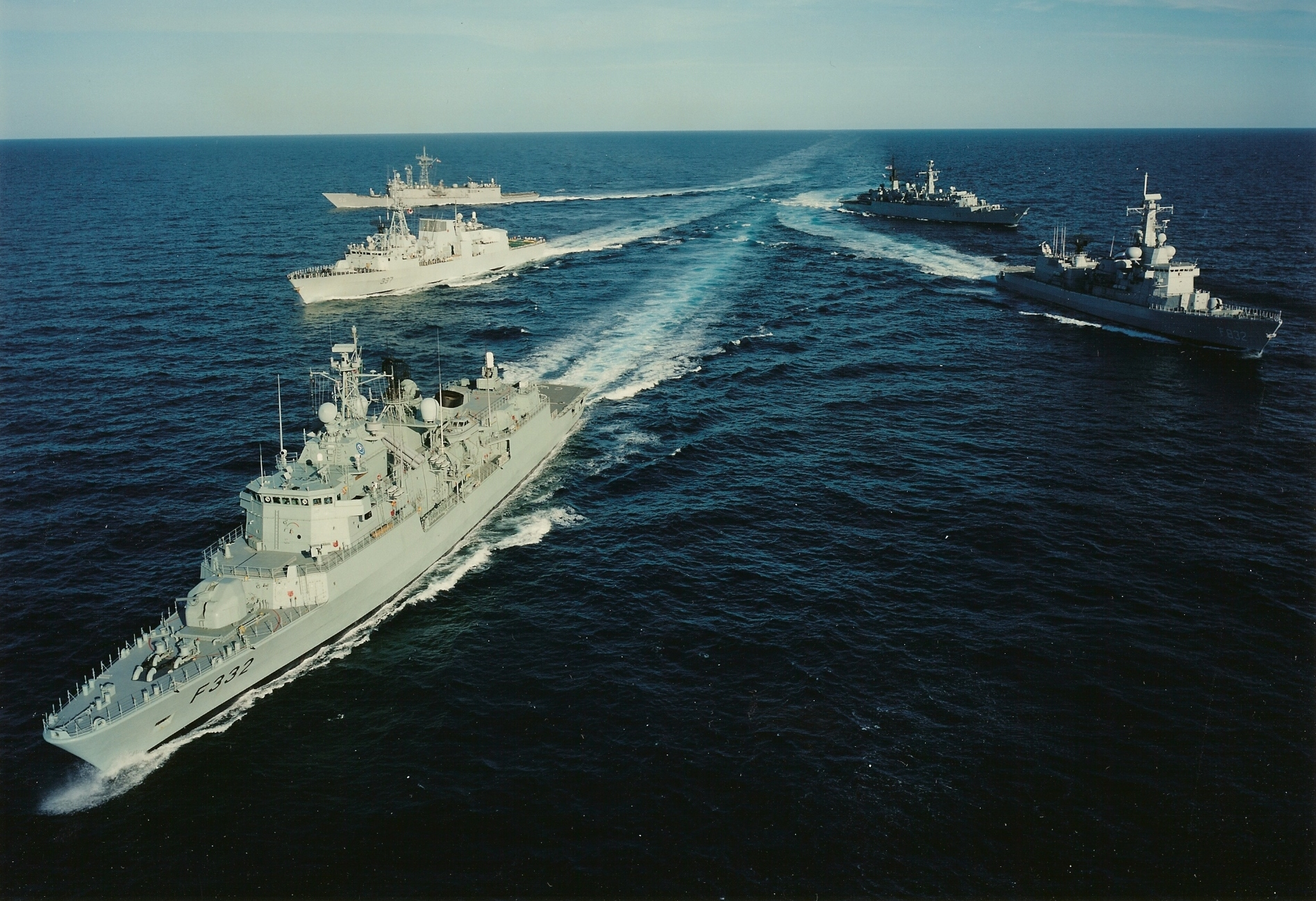
Эскадра НАТО на просторах Мирового океана

Блок НАТО, объединяющий большинство стран Европы, США и Канаду, основанный 4 апреля 1949 года в США для защиты Европы от советского влияния, для проведения странами-членами НАТО консультаций по любым вопросам, затрагивающим жизненно важные интересы его членов, включая события, способные поставить под угрозу их безопасность, для обеспечения сдерживания любой формы агрессии в отношении территории любого государства — члена НАТО или защиту от неё, с распадом СССР и окончанием «Холодной войны» начал активно вмешиваться во внутренние дела других государств, часто используя решения ООН.
Первую свою военную операцию Operation Maritime Monitor (Операция «Морской монитор») страны НАТО начали 16 июля 1992 года на территории бывшей Югославии. Распад Социалистической Федеративной Республики Югославии и последующая за этим распадом быстро меняющаяся политическая обстановка и быстро распространявшиеся по территории Югославии войны послужили основанием для НАТО впервые выдвинуться за пределы своей территории. Эти войны стали первым испытанием возможностей НАТО по оперативному планированию и реализации военных операций многонациональных сил НАТО, по развертыванию и боевому применению оперативных группировок сил и средств в короткие сроки на территории вероятного противника.
Первое применение военной силы против иностранного государства блок НАТО осуществил 1 марта 1994 года в Боснии. Официально НАТО считает первой военной операцией проведённую в период с 30 августа по 20 сентября 1995 года операцию «Обдуманная сила» (Deliberate Force), когда были нанесены удары по военным и гражданским объектам в Югославии.
Последовавшие за этим дальнейшие военные операции НАТО продолжаются и по сей день.
В выполнении задач НАТО во всем мире участвуют около 140 000 военнослужащих, которые участвуют в наземных, воздушных и морских операциях в различной обстановке. Эти силы действовали в последнее время в Афганистане, Косово, Ливии, на Средиземном море, у берегов Африканского Рога, в Ираке и в Сомали.
В период с 1991 года по 2012 год НАТО постоянно вел активные боевые действия. Было проведено 35 отдельных операций на различных театрах с участием ряда стран, не входящих в НАТО (как, например, в Ливии) и с применением различных и раздельных оперативных сил и средств.
По версии НАТО, операции классифицированы на Операции по сдерживанию и обороне и Операции кризисного регулирования и реагирования на кризис.

### Операции по сдерживанию и обороне
1. Операция «Сазерн гард» (Операция «Южный страж», Операция Southern Guard)
2. Операция «Эйс гард» (Операция «Страж стражей», Операция Ace Guard)
3. Операция «Энкор гард» (Операция «Якорный страж», Операция Anchor Guard)
4. Операция «Эджайл джини»
5. Операция «Игл ассист»
6. Операция «Активные усилия» (2001—2016, патрулирование в Средиземном море с целью борьбы с терроризмом, Операция Active Endeavour)
7. Операция «Детерминд детеренс»
8. Операция «Кресент гард»

### Операции кризисного регулирования и реагирования на кризис
9. Операция «Мэритайм монитор» (Операция Морской монитор)
10. Операция «Скай монитор» (Операция Sky Monitor)
11. Операция «Мэритайм гард» (Операция «Морской страж», Операция Maritime Guard)
12. Операция «Денай флайт» (Операция «Запрет полёта», Операция Deny Flight)
13. Операция «Шарп гард» (Операция «Зоркий страж», Операция Sharp Guard)
14. Операция «Делиберит форс» (Операция «Обдуманная сила», Операция Deliberate Force)
15. ИФОР (IFOR)
16. СФОР (SFOR)
17. Операция «Игл ай» 
18. Силы эвакуации НАТО
19. Операция «Эллайд форс» 
20. Операция «Эллайд харбор» (АФОР) 
21. СДК (КФОР, Силы для Косово)
22. Операция «Эссеншиал харвест» 
23. Операция «Эмбер фокс» 
24. Операция «Эллайд хармони» 
25. ИСАФ (МССБ — Международные силы содействия безопасности)
26. Миссия учебной подготовки НАТО в Ираке (НТМ-И)
27. Операция помощи при бедствии — ураган «Катрина» 
28. Операция «Решительная поддержка» (Операция Resolute Support Mission)
29. Операция «Ахиллес» (Операция Achilles)
30. Операция «Юнифайд Протектор» (Операция «Единый защитник», Операция «Союзный защитник», Операция Unified Protector)

## Использование запрещённых видов вооружений
В вооружённых конфликтах Вооружёнными силами стран-участниц НАТО применялись запрещённые виды оружия:
- Страны бывшей Югославии. В военной операции против этой страны НАТО использовало оружие, которое было запрещено Нюрнбергской хартией, а также Гаагской и Женевской конвенциями:

- снаряды с обеднённым ураном. Этот вид вооружения является не только высокоточным, но радиоактивным и высокотоксичным оружием, опасным для человека и экологической среды. Использование урана в боеприпасах в ходе войны НАТО против Югославии привело впоследствии к крупному скандалу в Европе.

## Список военных операций стран НАТО
| Период                                          | Название операции | Место проведения                                                              | Тип операции                                                                    | Информация |
| ----------------------------------------------- | --- | ----------------------------------------------------------------------------- | ------------------------------------------------------------------------------- | --- |
| 10 августа 1990 — 9 марта 1991                  | Операция «Якорный страж» (Operation Anchor Guard) | Средиземное море, Турция                                                      | Сдерживание                                                                     | Контроль НАТО за проведением операции США «Буря в пустыне» с целью недопущения расширения конфликта в зону действия Североатлантического Договора. |
| 2 января 1991 — 17 января 1991                  | Операция «Южный страж» (Operation Southern Guard) | Средиземное море, Турция                                                      | Сдерживание                                                                     | Контроль НАТО за проведением операции США «Буря в пустыне» с целью недопущения расширения конфликта в зону действия Североатлантического Договора. |
| 3 января 1991 — 8 марта 1991                    | Операция «Страж стражей» (Operation Ace Guard) | авиабаза Диярбакыр, Диярбакыр, Турция                                         | Сдерживание                                                                     | Контроль НАТО за проведением операции США «Буря в пустыне» с целью недопущения расширения конфликта в зону действия Североатлантического Договора. |
| 16 июля 1992 — 22 ноября 1992                   | Операция Морской монитор (Operation Maritime Monitor)                                                                                                  | Международные воды у берегов бывшей Республики Югославии в Адриатическом море | Морская блокада                                                                 | Контроль НАТО за соблюдением введённого Советом Безопасности ООН запрета на полёты в воздушном пространстве и проверку грузов, доставляемых морским путём, в целях соблюдения режима эмбарго на территории бывшей Республики Югославии. |
| 16 октября 1992 — 12 апреля 1993                | Операция «Воздушный монитор» (Operation Sky Monitor)                                                                                                   | Воздушное пространство бывшей Республики Югославии                            | Воздушная блокада                                                               | Контроль НАТО за несанкционированными полётами в воздушном пространстве над Боснией и Герцеговиной. |
| 22 ноября 1992 — 1993                           | Операция «Морской страж» (Operation Maritime Guard) | Международные воды у берегов бывшей Республики Югославии в Адриатическом море | Морская блокада                                                                 | Контроль НАТО за несанкционированными перемещениями в водах Адриатического моря. |
| 13 апреля 1993 — 20 декабря 1995                | Операция «Запрещение полёта» (Operation Deny Flight)                                                                                                   | Воздушное пространство бывшей Республики Югославии                            | Воздушная блокада                                                               | Контроль НАТО за несанкционированными полётами в воздушном пространстве территории бывшей Республики Югославии. |
| 15 июня 1993 — 2 октября 1996                   | Операция «Зоркий страж» (Operation Sharp Guard) | Территориальные воды бывшей Республики Югославии                              | Морская блокада                                                                 | Контроль НАТО за несанкционированными перемещениями в водах Адриатического моря. |
| 12 июля 1993 - 28 февраля 1999                  | Операция «Способный часовой» (Operation Able Sentry)                                                                                                   | Территория Македонии                                                          | Оккупация территории                                                            | Развертывание контингента ВС США на территории Македонии с целью их участия в Силах ООН по стабилизации положения. |
| 27 августа - 1 октября 2001                     | Операция «Основной урожай» (Operation Essential Harvest)                                                                                               | Территория Македонии                                                          | Оккупация территории                                                            | Операция НАТО по разоружению боевиков из числа этнических албанцев. |
| 30 августа — 20 сентября 1995                   | Операция «Обдуманная сила» (Operation Deliberate Force)                                                                                                | Воздушное пространство бывшей Республики Югославии                            | Нанесение авиационных ударов по целям на территории бывшей Республики Югославии | Снятие осады Сараево. Нанесён значительный ущерб военной инфраструктуре боснийских сербов. При поддержке НАТО боснийцы и хорваты проводят наступательные операция в Западной Боснии и на плато Озрен во время Боснийской войны. |
| 20 декабря 1995 — 20 декабря 1996               | Операция «Совместные усилия» (Operation Joint Endeavour)                                                                                               | Босния и Герцеговина                                                          | Операция по поддержанию мира                                                    | Участие контингента ВС США общей численностью 20 000 человек в деятельности IFOR. |
| 20 декабря 1996 — 20 июня 1998                  | Операция «Совместная стража» (Operation Joint Guard)                                                                                                   | Босния и Герцеговина                                                          | Операция по поддержанию мира                                                    | Участие контингента ВС США общей численностью 10 700 человек в деятельности IFOR. |
| 20 июня 1998 — 2 декабря 2004                   | Операция «Совместная кузница» (Operation Joint Forge)                                                                                                  | Босния и Герцеговина                                                          | Операция по поддержанию мира                                                    | Участие контингента ВС США общей численностью 4250 человек в деятельности IFOR. |
| 24 марта — 10 июня 1999                         | Операция «Союзная сила» (Operation Allied Force) | Воздушное пространство бывшей Республики Югославии                            | Нанесение авиационных ударов по целям на территории бывшей Республики Югославии | Вывод Югославских войск из Косова и Метохии. Фактическое отделение Косова и Метохии. Погибло гражданских лиц свыше 1700 человек, в том числе почти 400 детей, порядка 10 тысяч были серьёзно ранены. |
| 12 июня 1999 — н/в                              | KFOR (СДК — «Силы для Косово») (Operation Kosovo Force)                                                                                                | Косово                                                                        | Операция по поддержанию мира                                                    | Создание условий безопасного пребывания в Косово. |
| 20 декабря 2001 — 28 декабря 2014 — август 2021 | Международные силы содействия безопасности (International Security Assistance Force; ISAF) Операция «Решительная поддержка» (Resolute Support Mission) | Афганистан                                                                    | Операция по поддержанию мира                                                    | Международные силы по поддержанию безопасности были созданы в соответствии с резолюцией № 1386 Совета Безопасности ООН от 20 декабря 2001 года. С августа 2003 года командование ISAF осуществляется блоком НАТО. В конце 2014 года на смену силам международной вооружённой коалиции пришла операция «Решительная поддержка» (численностью 12 500 человек). Продолжение войны собственными Вооружёнными силами Афганистана. |
| октябрь 2008 — 14 декабря 2008                  | Операция «Союзный оператор» (Operation Allied Provider; Операция «Эллайд Провайдер»)                                                                   | Индийский океан, Аденский залив, Аравийское море, Красное море                | Военно-морская операция НАТО                                                    | За время проведения операции НАТО сопровождала судна ООН в восьми отдельных случаях и помогла осуществить безопасную поставку более 30 тысяч метрических тонн гуманитарной помощи для Сомали. |
| 24 марта 2009 — 17 августа 2009                 | Операция «Союзный покровитель» (Operation Allied Protector; Операция «Эллайд Протектор»)                                                               | Индийский океан, Аденский залив, Аравийское море, Красное море                | Военно-морская операция НАТО                                                    | За время проведения операции НАТО предотвратила 16 нападений из 37, захвачено около 150 подозреваемых в осуществлении пиратской деятельности. |
| 17 августа 2009 — н/в                           | Операция «Океанский щит» (Operation Ocean Shield) | Индийский океан, Аденский залив, Аравийское море, Красное море                | Операция по поддержанию мира                                                    | Часть операции «Несокрушимая свобода» — Африканский рог против пиратства в Сомали в Аденском заливе и у берегов Африканского Рога, которая началась в августе 2009 года и основывается на результатах двух первых проведённых операций в этом регионе «Эллайд Провайдер» и «Эллайд Протектор». |
| 21 марта 2011 — 31 октября 2011                 | Операция «Союзный защитник» (Operation Unified Protector)                                                                                              | Ливия                                                                         | Воздушная операция стран НАТО                                                   | Свержение и убийство Муаммара Каддафи; захват силами ПНС контроля над территорией Ливии; продолжение вооружённого конфликта между различными фракциями и группировками; де-факто распад Ливии на ряд самостоятельных государственных образований; межплеменной конфликт. |
| декабрь 2012 — н/в                              | Операция «Активное ограждение» (Operation Active Fence)                                                                                                | Турция                                                                        | Противовоздушная операция стран НАТО                                            | Размещение войсками НАТО (США, Нидерланды, Германия) зенитно-ракетных комплексов MIM-104 «Пэтриот» для защиты от сирийских ракет. |